# Song Jian (Politiker)

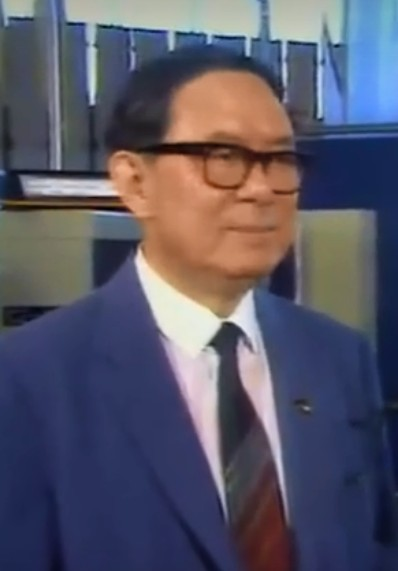
Song Jian (1989)

Song Jian (chinesisch 宋健; * 29. Dezember 1931 in Rongcheng, Shandong) ist ein chinesischer Politiker der Kommunistischen Partei Chinas (KPCh), der unter anderem zwischen 1984 und 1998 Direktor der Staatskommission für Wissenschaft und Technologie im Staatsrat der Volksrepublik China sowie von 1998 bis 2002 Präsident der Chinesischen Akademie der Ingenieurwissenschaften war.

## Leben

### Wissenschaftler, Vize-Minister und ZK-Mitglied
Song Jian trat bereits als Sechzehnjähriger 1947 der Kommunistischen Partei Chinas (KPCh) als Mitglied bei. Er absolvierte ein Studium an der Polytechnischen Universität Harbin sowie an der Pekinger Fremdsprachenuniversität. Danach begann er ein Studium der Ingenieurwissenschaften an der Staatlichen Technischen Universität Moskau „Nikolai Ernestowitsch Bauman“, welches er 1958 beendete. Ein gleichzeitiges Studium an der Abteilung für Mechanik und Mathematik der Lomonossow-Universität Moskau schloss er 1960 ab. Nach seiner Rückkehr wurde der Fachmann für Kontrolltheorie 1960 stellvertretender Chef des Büros für kybernetische Forschung des Instituts für Mathematik der Chinesischen Akademie der Wissenschaften und erhielt Anerkennung für seine Leistungen im Bereich der optimierten Regelungstheorie. 1965 wurde Song stellvertretender Direktor sowie Sekretär des Parteikomitees des Instituts Nr. 26 des 7. Ministeriums für Maschinenbauindustrie. Ferner wurde er 1965 auch Vizepräsident des Instituts Nr. 2 dieses Ministeriums sowie stellvertretender Leiter des Produktionsbüros des 7. Ministeriums für Maschinenbauindustrie. In seinen späteren Forschungen konzentrierte er sich auf die Theorie der Verteilungsparametersteuerung. In den 1970er Jahren überarbeitete und erweiterte er das Buch Engineering Kybernetics, das von Qian Xuesen geschrieben wurde. Seine Beiträge zu dem Buch wurden als Fortschritte bei der Entwicklung der Kontrolltheorie anerkannt.
Song war zwischen 1981 und 1984 Direktor und Forscher am Pekinger Institut für Informationskybernetik. Im nächsten Jahrzehnt gründete er mit der Bevölkerungskontrolltheorie eine neue Disziplin, die Naturwissenschaften mit Sozialwissenschaften verband und durch die Ein-Kind-Politik zur Kontrolle der Bevölkerungsprobleme in China und anderen Entwicklungsländern führte. Er trug auch zum Design des Kontrollsystems mehrerer Raketenmodelle einschließlich antiballistischer Raketen und der U-Boot-gestützten ballistischen Rakete JL-1 bei. Er half bei der Organisation und Leitung des Starts und der Positionierung von Kommunikationssatelliten. 1982 erhielt er für seine Verdienste den Nationalen Preis für Naturwissenschaften. Auf dem XII. Parteitag der Kommunistischen Partei Chinas (1. bis 12. September 1982) wurde er Kandidat des Zentralkomitees der Kommunistischen Partei Chinas (ZK der KPCh). In der Folgezeit war er Ehrenpräsident des Chinesischen Verbandes für Umweltschutz, Vize-Minister und Chefingenieur des 7. Ministeriums für Maschinenbauindustrie sowie Vize-Minister im Ministerium für Luft- und Raumfahrtindustrie.

### Direktor der Staatskommission für Wissenschaft und Technologie und Staatsratsmitglied
Als Nachfolger von Fang Yi übernahm Song im September 1984 den Posten als Direktor der Staatskommission für Wissenschaft und Technologie und bekleidete dieses Amt mehr als dreizehn Jahre lang bis März 1998, woraufhin Zhu Lilan seine Nachfolge als Ministerin für Wissenschaft und Technologie antrat. 1986 wurde er in dieser Funktion auch Mitglied im Staatsrat der Volksrepublik China und gehörte diesem ebenfalls bis März 1998 an. 1987 erhielt er den Nationalen Preis für Fortschritte in Wissenschaft und Technologie sowie den „Albert Einstein“-Preis der International Association for Mathematical Geosciences (IAMG). Auf dem XIII. Parteitag der Kommunistischen Partei Chinas (25. Oktober bis 2. November 1987) wurde er erstmals Mitglied des Zentralkomitees der Kommunistischen Partei Chinas (ZK der KPCh) und behielt diese Funktion nach seinen Bestätigungen auf dem XIV. Parteitag der Kommunistischen Partei Chinas (12. bis 19. Oktober 1992) und auf dem XV. Parteitag der Kommunistischen Partei Chinas (12. bis 19. September 1997) bis zum XVI. Parteitag (8. bis 14. November 2002). In den 1990er Jahren initiierte er das Chronologische Projekt Xia–Shang–Zhou, welches sich auf die Erforschung der alten chinesischen Geschichte konzentrierte. Außerdem war er Leiter der Staatlichen Führungsgruppe für das Management der Rechte des geistigen Eigentums, stellvertretender Vorsitzender des Baukomitees für die Drei-Schluchten-Talsperre sowie Vorsitzender des Komitees für Umweltschutz des Staatsrates.

### Präsident der Akademie der Ingenieurwissenschaften
Song Jian wurde 1991 zum Mitglied der Chinesischen Akademie der Wissenschaften gewählt. 1994 war er Gründungsmitglied der Akademie der Ingenieurwissenschaften.  Er war als Forscher für den staatlichen Rüstungs- und Flugzeugkonzern AVIC tätig und engagierte sich als Präsident der chinesisch-japanischen Freundschaftsgesellschaft. Als Nachfolger von Zhu Guangya wurde er 1998 Präsident der Chinesischen Akademie der Ingenieurwissenschaften und behielt dieses Amt bis 2002, woraufhin Xu Kuangdi seine Nachfolge antrat. Er wurde zudem Mitglied der Staatlichen Lenkungsgruppe für Wissenschaft, Technologie und Bildung. Während der neunten Legislaturperiode war er des Weiteren zwischen 1998 und 2003 Vize-Vorsitzender des Nationalkomitees der Politischen Konsultativkonferenz des chinesischen Volkes (PKKCV), ein beratendes Gremium im Staatsapparat der Volksrepublik China, das sowohl aus Mitgliedern der KPCh wie aus Nichtparteimitgliedern oder Mitgliedern anderer Parteien, den sogenannten „Acht Demokratischen Parteien und Gruppen“, besteht. Zugleich war er zwischen 1999 und 2002 Vize-Vorsitzender des Staatlichen Komitees für akademische Grade sowie 2000 auswärtiges Mitglied der National Academy of Engineering  (NAE).

## Veröffentlichungen
- Digital Terrestrial Television Broadcasting, Mitautoren Zhixing Yang, Jun Wang, 2015
- China’s population, Mitautor Zheng Liu, 1981